# Icon (gruppo musicale)
Gli Icon furono un gruppo heavy metal statunitense fondato a Phoenix, Arizona nel 1981.

## Storia
Il gruppo iniziò la carriera sotto il nome di The Schoolboys a Phoenix, Arizona, ma cambiò nome in Icon appena firmato il contratto con la Capitol Records dopo essere stati scoperti dal titolare della Shrapnel Records Mike Varney. I The Schoolboys erano composti da Stephen Clifford alla voce, David Michael-Philips e Dan Wexler alle chitarre, Tracy Wallach al basso, ed il batterista John Covington. Il chitarrista Dan Wexler all'età di 13 anni prese lezioni di chitarra dal chitarrista degli Spider (la prima band di Alice Cooper) John Tatum. I The Schoolboys pubblicarono un EP autoprodotto dal titolo di Singin', Shoutin nel 1980, per una tiratura limitata di appena 1000 copie.  Ma il progetto venne accantonato nello stesso anno dopo l'abbandono di Michael Phillips e John Covington. Micheal Phillipes affermò di aver abbandonato la band per intraprendere strade musicali differenti. Michael Phillips (vero nome David Henzerling), successivamente sarà per un breve periodo membro dei Keel nel 1984 per poi fare carriera con i King Kobra di Carmine Appice. Una della tracce contenute nel EP dei The Schoolboys, dal titolo di "Meanstreet Machine", verrà poi ripresa dai King Kobra nel loro disco King Kobra III (1988). Mike Varney, assieme a Dan Wexler, produsse il debutto della band di Phoenix, che ricevette diversi apprezzamenti dalla scena heavy metal underground. La prima intenzione era quella di pubblicare il disco per la Shrapnel, ma venendo presto notati dalla Capitol Records, scelsero infine la grossa major. Dal disco venne estratta la traccia "On Your Feet", il video della quale venne trasmesso a ruota su MTV. Il secondo album, Night of the Crime, venne prodotto dal noto Eddie Kramer (famoso per i suoi lavori con band come Kiss, Twisted Sister, Jimi Hendrix e molti altri) e mixato dall'altrettanto rispettato Ron Nevison, dove vennero accantonate le pesanti sonorità del debutto in favore di un sound più morbido e AOR in seguito alle pressioni della label. Il gruppo ricevette anche il contributo del compositore Bob Halligan Jr., artista noto per le sue collaborazioni con band come Joan Jett, Helix, Judas Priest, Kix, Cher ed altri. Nonostante il cambio di sonorità su strade più commerciali, Night Of The Crime fallì nelle vendite. La Capitol decise di bocciare la band dopo l'insuccesso. Tuttavia, il disco venne ben accolto dalla critica, ed il giornale Kerrang! lo definì tra i miglior tre album del 1989. Clifford abbandonò il progetto poco dopo, pare per dedicarsi alla fede cristiana. Solo un anno dopo, egli tornò a dedicarsi alla musica pubblicando un album solista con testi cristiani. Dan Wexler suonò e co-produsse parte del disco. Aquilino abbandonò gli Icon l'anno seguente, e la band decise di sostituire la seconda chitarra con le tastiere arruolando Kevin Stoller. Malgrado questa battuta d'arresto, Wallach, Wexler e Dixon continuarono la carriera, reclutando il cantante Jerry Harrison ed il chitarrista Drew Bollman.
Senza aver trovato alcun accordo con una nuova etichetta, gli Icon incideranno nel 1987 nuove tracce e pubblicheranno il disco autoprodotto A More Perfect Union, ma questo venne distribuito in edizione limitata e solo in audiocassetta.
Anche se poteva sembrare a molti un lavoro non ufficiale, questa cassetta poteva vantare una buona produzione degna della Capitol. A More Perfect Union venne realizzato nell'estate 1987, ad inizialmente vendette bene nella loro città natale, rientrando nella top 50 best seller per tre settimane consecutive, e secondo HITS Magazine risultò tra i primi cinque album dalle migliori vendite. Ma la pubblicazione solo su audiocassetta penalizzò il disco, che non godendo di alcuna sponsorizzazione, non ottenne il successo meritato. Durante il periodo di crisi, la band, sotto il nome di Assmaster partecipò ad alcuni concerti suonando cover nell'intento di raccogliere fondi. Nel 1988 suonarono ad uno degli show più grandi della loro carriera supportando i Cinderella a Scottsdale, Arizona davanti ad un pubblico di oltre 18.000 persone.
I loro sforzi vennero poi ricompensati, trovando un accordo con la Megaforce Records, etichetta che aveva appena firmato un importante accordo di distribuzione con la Atlantic. Il risultato fu il disco Right Between the Eyes, dove venne invitato come special guest niente meno che Alice Cooper, che prestò la sua voce nelle tracce Two for the Road e Holy Man's War. La popolarità degli Icon sembrò risollevarsi, infatti poco dopo suonarono di supporto ai Bon Jovi e gli Skid Row durante il 1989 prima che il batterista Pat Dixon venisse rimpiazzato dall'ex-membro della band di Sammy Hagar (Montrose, Van Halen) David Lauser. Il gruppo partecipò ad alcuni tour britannici tra il marzo e l'aprile del 1990 aprendo per i King's X e suonando uno show al fianco di Ace Frehley. Tornati negli States, gli Icon si sciolsero nel 1990.

### Dopo lo scioglimento
Dan Wexler collaborò alla composizione del brano "Jump The Gun" dei Pretty Maids, contenuto nel omonimo Jump the Gun (1990).
Le collaborazioni di Wexler non finirono, in quanto questo partecipò anche alla composizione di quattro tracce del disco di Alice Cooper The Last Temptation (1994). Wrexler inoltre partecipò in qualità di chitarrista ritmico alla traccia "Is Anyone Home?" nel suo disco A Fistful of Alice (1997).
Wexler venne anche contattato da Ronnie James Dio nel 1993 per raggiungere la sua band, ma egli rifiutò perché occupato a collaborare con Alice Cooper.
Dan Wexler e Pat Dixon fondarono la band Tomcats, in collaborazione con il cantante Tommy Dean, il chitarrista David Michael Phillips (Keel, King Kobra) ed il bassista Tom Rucci (ex Shark Island). Quando il progetto venne accantonato, Dean entrò negli Asphalt Ballet. I primi due album degli Icon vennero pubblicati su CD dalla Capitol nel 1994, ma distribuiti solo in Giappone. L'etichetta tedesca Bear Tracks successivamente diffonderà i due dischi in Europa nel 1995. Lo stesso anno Wexler realizzò una nuova versione del disco A More Perfect Union su CD in aggiunta ad alcune demo e materiale irrealizzato, pubblicandolo sotto il nome di An Even More Perfect Union. Le poche copie in circolazione vennero firmate dallo stesso Wexler.
Lauser tornò a collaborare con Sammy Hagar nella band The Waboritas.
L'etichetta francese Axe Killer Records rimasterizzerà i primi lavori della band nel 2000. Lo stesso anno la Epilogue Entertainment diffuse un live album intitolato 1984: Live Bootleg, che venne registrato il 30 dicembre 1984 alla Graham Central Station di Albuquerque, Nuovo Messico ed al quale venne aggiunto un video. Il disco conteneva anche la reinterpretazione degli Argent "Hold Your Head Up". Curiosamente, i due membri della prima incarnazione, i The Schoolboys, David Michael-Phillips e John Covington, riemersero nel 2005 quando formarono una nuova band chiamata Big Cock, assieme al ex cantante dei Lynch Mob e Warrant Robert Mason, pubblicando diverso materiale

## Formazione

### Ultima
- Jerry Harrison - voce (1985-1990)
- Drew Bollmann - chitarra (1985-1990)
- Dan Wexler - chitarra (1980-1990)
- Tracy Wallach - basso (1980-1990)
- David Lauser - batteria (1989-1990)
- Kevin Stoller - tastiere (1985-1990)

### Ex componenti
- David Michael-Phillips - chitarra (1980) [The Schoolboys]
- John Covington - batteria (1980) [The Schoolboys]
- John Aquilino - chitarra (1980-1985)
- Pat Dixon - batteria (1984-1989)
- Stephen Clifford - voce (1980-1985)

## Discografia

### Album in studio
- 1984 - Icon
- 1985 - Night of the Crime
- 1987 - A More Perfect Union
- 1989 - Right Between the Eyes
- 1995 - An Even More Perfect Union

### Live
- 2000 - 1984: Live Bootleg